# Indoloacetilglucosio-inositolo O-aciltransferasi
La indoloacetilglucosio-inositolo O-aciltransferasi è un enzima appartenente alla classe delle transferasi, che catalizza la seguente reazione:
1-O-(indol-3-il)acetil-β-D-glucosio + mio-inositolo ⇄ D-glucosio + O-(indol-3-il)acetil-mio-inositolo
La posizione di acetilazione è indeterminata a causa della facilità del trasferimento acilico tra i gruppi idrossilici.